# Antiguo Cine Monterrey
El Antiguo Cine Monterrey fue una sala de cine en Monterrey, México. Según el Consejo para la Cultura y las Artes de Nuevo León fue el más importante de su época.

## Historia
Ubicado en la esquina noreste de las calles José Marroquín Leal y José Silvestre Aramberri actualmente frente a la Alameda Mariano Escobedo. Originalmente fue construido sobre terrenos que formaron parte de la antigua alameda y después de la Penitenciaría del Estado, desaparecida en 1943. Su construcción inició en 1946 bajo el diseño y supervisión de Lisandro Peña Jr (quien también diseñó el Cine Elizondo) y Arturo Oliverio Cedeño. Fue propiedad de Gabriel Alarcón Chargoy, empresario del entretenimiento y el periodismo. Fue inaugurado el 19 de diciembre de 1947 con la película Soy un prófugo con Mario Moreno Cantinflas.

## Arquitectura
Contaba con 3 niveles: luneta, balcón o preferencial y anfiteatro o galería para un total de 4650 espectadores. El elemento que soportaba el letrero vertical con el nombre y el remate superior de su fachada son los distintivos más evidentes de su lenguaje streamline.
Por prejuicios, los espectadores de clases media alta y alta se alejaron de esta sala, lo que lo convirtió en el espacio familiar de las clases populares por excelencia. Debido a la crisis de las grandes salas de proyección en la década de 1980, cayó en desuso paulatinamente hasta su clausura en 1992.

## Actualidad
Permaneció abandonado hasta el 2004 cuando autoridades municipales comenzaron su demolición pese a protestas. Lo único que sobrevivió fue la fachada que está protegida por el INAH. El interior ha quedado como estacionamiento usado por los comerciantes de la Calle Reforma.